# Esquerdinha (giocatore di calcio a 5)
Leandro Rodrigues Bernardes, meglio noto come Esquerdinha (Cuiabá, 18 novembre 1985), è un ex giocatore di calcio a 5 brasiliano naturalizzato russo.

## Carriera

### Club
Inizia la carriera nel paese natale, militando prima tre anni nel Goiás e poi due nel Minas.
Nel 2006 è acquistato da ElPozo Murcia, gioca nella squadra B, venendo però integrato in prima squadra, con la quale vince supercoppa e campionato.
Ceduto in prestito per le due stagioni successive al Cartagena, sempre in massima serie iberica, torna ai giallorossi nel 2009, dove contribuisce a realizzare il triplete nazionale.
Passa quindi al Segovia, dove arriva a disputare la finale scudetto, chiudendo la stagione con 24 reti all'attivo. L'estate seguente torna a Murcia, laureandosi a fine annata cannoniere della División de Honor.
Nel 2012 viene acquistato dai russi della Dina Mosca, dove giocherà per le successive cinque stagioni, conquistando un titolo ed una coppa nazionale. Nel 2015 inoltre partecipa, per la prima volta in carriera, alla final four di Coppa UEFA, mettendo a segno una doppietta sia in semifinale, sia nella finalina per il terzo posto.
Nel 2017 torna in Spagna, acquistato dal Barcellona, al primo anno il blaugrana aggiunge al palmarès la Coppa del Re. Si è ritirato al termine della stagione 2021-22.

### Nazionale
In possesso della cittadinanza russa (acquisita durante la militanza nella Dina Mosca), Esquerdinha viene convoncato da Skorovič, commissario tecnico della nazionale, per il campionato europeo del 2018, di cui vince la medaglia di bronzo.

## Palmarès

### Competizioni nazionali
- Campionato spagnolo: 4
ElPozo Murcia: 2009-10
Barcellona: 2018-19, 2020-21, 2021-22
- Coppa di Spagna: 4
ElPozo Murcia: 2009-10
Barcellona: 2018-19, 2019-20, 2021-22
- Supercoppa di Spagna: 3
ElPozo Murcia: 2009
Barcellona: 2019, 2021
- Coppa del Re: 3
Barcellona: 2017-18, 2018-19, 2019-20
- Campionato russo: 1
Dina Mosca: 2013-14
- Coppa di Russia: 1
Dina Mosca: 2016-17

### Competizioni internazionali
- UEFA Champions League: 2
Barcellona: 2019-20, 2021-22